# Port Arthur (Teksas)
Port Arthur – miasto w Stanach Zjednoczonych, w południowo-wschodniej części stanu Teksas, nad jeziorem Sabine, w zespole miejskim Beaumont-Port Arthur-Orange, zw. Złotym Trójkątem (tworzący okręg petrochemiczny). Około 54,3 tys. mieszkańców.
Miejsce urodzenia Janis Joplin.
W mieście rozwinął się przemysł petrochemiczny.